# Западинська сільська рада
Запади́нська сільська́ ра́да — адміністративно-територіальна одиниця та орган місцевого самоврядування у Красилівському районі Хмельницької області. Адміністративний центр — село Западинці.

## Загальні відомості
- Населення ради: 1 225 осіб (станом на 2001 рік)

## Населені пункти
Сільській раді були підпорядковані населені пункти:
- с. Западинці
- с. Баглайки

## Склад ради
Рада складалася з 16 депутатів та голови.
- Голова ради: Шкабара Любов Іванівна
- Секретар ради: Мостов'юк Ольга Василівна

### Керівний склад попередніх скликань
| Прізвище, ім'я, по батькові | Основні відомості                                                               | Дата обрання | Дата звільнення |
| --------------------------- | ------------------------------------------------------------------------------- | ------------ | --------------- |
| Шкабара Любов Іванівна      | Сільський голова, 1966 року народження, освіта середня спеціальна, позапартійна | 26.03.2006   | 31.10.2010      |
| Шкабара Любов Іванівна      | Сільський голова, 1966 року народження, освіта середня спеціальна, позапартійна | 31.10.2010   |                 |

Примітка: таблиця складена за даними сайту Верховної Ради України

### Депутати
За результатами місцевих виборів 2010 року депутатами ради стали:

#### За суб'єктами висування
| Суб'єкт висування | Кількість обраних депутатів | %    |
| ----------------- | --------------------------- | ---- |
| Самовисування     | 9                           | 56,3 |
| Партія регіонів   | 4                           | 25   |
| Народна партія    | 3                           | 18,8 |

#### За округами
| № округу        | Прізвище, ім'я, по батькові     | Дата визнання обраним | Освіта             | Партійна приналежність | Відомості про обраного депутата                 |
| --------------- | ------------------------------- | --------------------- | ------------------ | ---------------------- | ----------------------------------------------- |
| Народна Партія  |                                 |                       |                    |                        |                                                 |
| 3               | Карнаух Наталія Миколаївна      | 01.11.2010            | середня спеціальна | позапартійна           | Западинецький дитячий садок, завідувач          |
| 4               | Крокодило Марія Михайлівна      | 01.11.2010            | середня            | позапартійна           | Територіальний центр, соціальний працівник      |
| 6               | Чайкун Тетяна Анатоліївна       | 01.11.2010            | середня спеціальна | позапартійна           | тимчасово не працює                             |
| Партія регіонів |                                 |                       |                    |                        |                                                 |
| 10              | Кирилюк Віталій Гордійович      | 01.11.2010            | середня            | член Партії регіонів   | Западинська загальноосвітня школа, різноробочий |
| 12              | Денисюк Ніна Василівна          | 01.11.2010            | вища               | позапартійна           | Западинська сільська рада, головний бухгалтер   |
| 13              | Мостовюк Ольга Василівна        | 01.11.2010            | середня спеціальна | позапартійна           | Западинська сільська рада, секретар             |
| 14              | Гриндій Надія Іванівна          | 01.11.2010            | середня            | позапартійна           | пенсіонер                                       |
| Самовисування   |                                 |                       |                    |                        |                                                 |
| 1               | Мормолюк Микола Павлович        | 01.11.2010            | вища               | позапартійний          | Западинська загальноосвітня школа, вчитель      |
| 2               | Дрозд Ольга Володимирівна       | 01.11.2010            | вища               | позапартійна           | Западинська загальноосвітня школа, вчитель      |
| 5               | Мельник Володимир Григорович    | 01.11.2010            | вища               | позапартійний          | Западинська загальноосвітня школа, вчитель      |
| 7               | Собчук Марія Андріївна          | 01.11.2010            | середня спеціальна | позапартійна           | тимчасово не працює                             |
| 8               | Бечко Надія Леонідівна          | 01.11.2010            | середня            | позапартійна           | Магазин «Фурор», продавець                      |
| 9               | Кирилюк Валентина Володимирівна | 01.11.2010            | середня            | позапартійна           | тимчасово не працює                             |
| 11              | Овчаренко Анатолій Васильович   | 01.11.2010            | вища               | позапартійний          | Западинська медамбулаторія, головний лікар      |
| 15              | Андрушко Ніна Іванівна          | 01.11.2010            | середня            | позапартійна           | Територіальний центр, соціальний працівник      |
| 16              | Гриндій Василь Петрович         | 01.11.2010            | середня спеціальна | позапартійний          | тимчасово не працює                             |